# Patrimoni dell'umanità dei Paesi Bassi
I patrimoni dell'umanità dei Paesi Bassi sono i siti dichiarati dall'UNESCO come patrimonio dell'umanità nei Paesi Bassi, i quali sono divenuti parte contraente della Convenzione sul patrimonio dell'umanità il 26 agosto 1992.
Al 2023 i siti iscritti nella Lista dei patrimoni dell'umanità sono tredici, mentre due sono le candidature per nuove iscrizioni. Il primo sito, Schokland e dintorni, fu iscritto nella lista nel 1995, durante la diciannovesima sessione del comitato del patrimonio mondiale. Gli altri siti furono aggiunti nel 1996, 1997 (due), 1998, 1999, 2000, 2009, 2010, 2014, 2021 (due) e 2023. Dodici siti sono considerati culturali, secondo i criteri di selezione, uno naturale; tre sono parte di siti transnazionali. Un sito si trova in Curaçao, nazione costitutiva del Regno dei Paesi Bassi.

## Siti del Patrimonio mondiale
| Foto | Sito                                                                                 | Luogo                                                                                              | Tipo                          | Anno        | Descrizione |
| ---- | ------------------------------------------------------------------------------------ | -------------------------------------------------------------------------------------------------- | ----------------------------- | ----------- | --- |
|      | Schokland e dintorni                                                                 | Noordoostpolder                                                                                    | Culturale (739; iii, v)       | 1995        | Schokland era una penisola che nel XV secolo era diventata un'isola. Occupato e poi abbandonato a causa dell'invasione del mare, dovette essere evacuato nel 1859. Ma a seguito del prosciugamento dello Zuiderzee, dagli anni '40 fa parte della terra bonificata dal mare. Schokland ha vestigia di insediamenti umani che risalgono alla preistoria. Simboleggia l'eroica e antica lotta del popolo dei Paesi Bassi contro l'invasione delle acque. |
|      | Linee di difesa d'acqua olandesi                                                     | Brabante Settentrionale, Gheldria, Olanda Meridionale, Olanda Settentrionale, Provincia di Utrecht | Culturale (759; ii, iv, v)    | 1996-2021   | Estesa per 135 km intorno alla città di Amsterdam, la linea di difesa di Amsterdam (costruita tra il 1883 e il 1920) è l'unico esempio di fortificazione basata sul principio del controllo delle acque. Dal XVI secolo, il popolo dei Paesi Bassi ha utilizzato la propria conoscenza approfondita dell'ingegneria idraulica per scopi di difesa. Il centro del paese era protetto da una rete di 45 forti armati, che agivano di concerto con le inondazioni temporanee dei polder e un intricato sistema di canali e chiuse. La significativa modifica del confine della proprietà del 2021 ha aggiunto la nuova linea d'acqua olandese, che si estende dall'IJsselmeer (precedentemente noto come Zuiderzee) a Muiden all'estuario del Biesbosch a Werkendam. |
|      | Rete dei mulini a vento presso Kinderdijk-Elshout                                    | Alblasserdam, Molenwaard                                                                           | Culturale (818; i, ii, iv)    | 1997        | L'eccezionale contributo fornito dal popolo dei Paesi Bassi alla tecnologia di trattamento dell'acqua è mirabilmente dimostrato dalle installazioni nell'area di Kinderdijk-Elshout. La costruzione di opere idrauliche per il drenaggio dei terreni per l'agricoltura e l'insediamento iniziò nel Medioevo e si è protratta ininterrottamente fino ai giorni nostri. Il sito illustra tutte le caratteristiche tipiche associate a questa tecnologia: dighe, bacini idrici, stazioni di pompaggio, edifici amministrativi e una serie di mulini a vento ben conservati. |
|      | Area storica di Willemstad, città interna e porto, Curaçao                           | Willemstad Curaçao                                                                                 | Culturale (819; ii, iv, v)    | 1997        | La popolazione dei Paesi Bassi stabilì un insediamento commerciale in un bel porto naturale sull'isola caraibica di Curaçao nel 1634. La città si sviluppò continuamente nei secoli successivi. La città moderna è composta da diversi distretti storici distinti la cui architettura riflette non solo i concetti di pianificazione urbana europea, ma anche gli stili dei Paesi Bassi e delle città coloniali spagnole e portoghesi con cui Willemstad intratteneva rapporti commerciali. |
|      | Ir.D.F. Woudagemaal (Stazione di pompaggio a vapore D.F. Wouda)                      | Lemsterland                                                                                        | Culturale (867; i, ii, iv)    | 1998        | La stazione di pompaggio Wouda a Lemmer, nella provincia della Frisia, è stata aperta nel 1920. È la più grande stazione di pompaggio del vapore mai costruita ed è ancora in funzione. Rappresenta il punto culminante del contributo dato dagli ingegneri e architetti olandesi nella protezione della loro gente e della terra dalle forze naturali dell'acqua. |
|      | Droogmakerij di Beemster (Polder di Beemster)                                        | Beemster                                                                                           | Culturale (899; i, ii, iv)    | 1999        | Il Polder di Beemster, risalente all'inizio del XVII secolo, è un eccezionale esempio di terra bonificata nei Paesi Bassi. Ha conservato intatto il suo paesaggio ben ordinato di campi, strade, canali, dighe e insediamenti, strutturato secondo i principi della pianificazione classica e rinascimentale. |
|      | Rietveld Schröderhuis (Casa Rietveld Schröder)                                       | Utrecht                                                                                            | Culturale (965; i, ii)        | 2000        | La Casa Rietveld Schröder a Utrecht è stata commissionata dalla signora Truus Schröder-Schräder, progettata dall'architetto Gerrit Thomas Rietveld e costruita nel 1924. Questa piccola casa familiare, con i suoi interni, la disposizione spaziale flessibile e le qualità visive e formali, è stata un manifesto degli ideali del gruppo di artisti e architetti De Stijl nei Paesi Bassi negli anni '20, e da allora è stata considerata una delle icone del Movimento Moderno in architettura. |
|      | Mare dei Wadden                                                                      | Frisia, Olanda Settentrionale, Provincia di Groninga (condiviso con Danimarca e Germania)          | Naturale (1314; viii, ix, x)  | 2009(-2014) | Il mare di Wadden è il più grande sistema ininterrotto di sabbie intertidali e distese di fango al mondo. Il sito copre l'area olandese di conservazione del mare di Wadden, i parchi nazionali tedeschi del mare di Wadden della Bassa Sassonia e dello Schleswig-Holstein e la maggior parte dell'area di conservazione marittima danese del mare di Wadden. È un ambiente umido costiero ampio, temperato, relativamente piatto, formato dalle intricate interazioni tra fattori fisici e biologici che hanno dato origine a una moltitudine di habitat di transizione con canali di marea, banchi sabbiosi, praterie di alghe, letti di mitili, banchi di sabbia, distese fangose, saline, estuari, spiagge e dune. L'area ospita numerose specie animali e vegetali, inclusi mammiferi marini come la foca del porto, la foca grigia e la focena. Il mare di Wadden è uno degli ultimi ecosistemi intercotidali su larga scala rimasti in cui i processi naturali continuano a funzionare in gran parte indisturbati.            |
|      | Area dell'anello di canali del XVII secolo di Amsterdam all'interno del Singelgracht | Amsterdam                                                                                          | Culturale (1349; i, ii, iv)   | 2010        | L'insieme urbano storico del quartiere dei canali di Amsterdam era un progetto per una nuova "città portuale" costruita tra la fine del XVI e l'inizio del XVII secolo. Comprende una rete di canali a ovest e sud del centro storico e il porto medievale che circondava il centro storico ed è stato accompagnato dal riposizionamento nell'entroterra dei confini fortificati della città, il Singelgracht. Si trattava di un programma a lungo termine che prevedeva l'ampliamento della città prosciugando la palude, utilizzando un sistema di canali ad archi concentrici e riempiendo gli spazi intermedi. Questi spazi hanno permesso lo sviluppo di un insieme urbano omogeneo comprendente case a capanna e numerosi monumenti. Questa estensione urbana era la più grande e omogenea del suo tempo; fu un modello di pianificazione urbana su larga scala e servì come riferimento in tutto il mondo fino al XIX secolo.                                                                                                  |
|      | Fabbrica Van Nelle                                                                   | Rotterdam                                                                                          | Culturale (1441; ii, iv)      | 2014        | La Fabbrica Van Nelle è stata progettata e costruita negli anni '20 sulle rive di un canale nella zona industriale di Spaanse Polder a nord-ovest di Rotterdam. Il sito è una delle icone dell'architettura industriale del XX secolo, costituito da un complesso di fabbriche, con facciate costituite essenzialmente da acciaio e vetro, che fanno un uso su larga scala del principio della facciata continua. È stata concepita come una "fabbrica ideale", aperta al mondo esterno, i cui spazi di lavoro interni si sono evoluti a seconda delle esigenze e in cui la luce del giorno è stata utilizzata per fornire condizioni di lavoro piacevoli. Incarna il nuovo tipo di fabbrica che divenne un simbolo della cultura modernista e funzionalista del periodo tra le due guerre e testimonia la lunga storia commerciale e industriale dei Paesi Bassi nel campo dell'importazione e della lavorazione di prodotti alimentari dai paesi tropicali, e la loro lavorazione industriale per la commercializzazione in Europa. |
|      | Colonie della benevolenza                                                            | Noordenveld, Westerveld (1 altra è in Belgio)                                                      | Culturale (1555; ii, iv)      | 2021        | La proprietà seriale transnazionale comprende quattro insediamenti, con una colonia in Belgio e tre nei Paesi Bassi. Insieme testimoniano un esperimento di riforma sociale del XIX secolo, uno sforzo per alleviare la povertà urbana stabilendo colonie agricole in località remote. Fondata nel 1818, Frederiksoord (Paesi Bassi) è la prima di queste colonie e sede della sede originaria della Società della Benevolenza, un'associazione che mirava a ridurre la povertà a livello nazionale. Altri componenti della proprietà sono le colonie di Wilhelminaoord e Veenhuizen nei Paesi Bassi e Wortel in Belgio. |
|      | Frontiere dell'Impero romano - Limes della Germania inferiore                        | Gheldria, Olanda Meridionale, Provincia di Utrecht (condiviso con Germania)                        | Culturale (1631; ii, iii, iv) | 2021        | Parte di una serie di siti che documentano lo sviluppo del Limes romano e delle fortificazioni che si trovavano lungo il suo percorso. Il Limes della Germania inferiore costituisce il confine nord-orientale della provincia romana della Germania inferiore, che corre per 400 km lungo il fiume Reno, dagli speroni del Massiccio Renano a sud di Bonn in Germania fino alla costa del Mare del Nord nei Paesi Bassi. Tra le 39 componenti neerlandesi della candidatura figurano i siti archeologici di Matilo, Fectio, Noviomagus Batavorum, Castra Herculis e Carvium. |
|      | Planetario Eisinga a Franeker                                                        | Franeker                                                                                           | Culturale (1683; iv)          | 2023        | Costruita tra il 1774 e il 1781, questa struttura è un modello meccanico in scala mobile del sistema solare come era conosciuto all'epoca. Concepito e realizzato da un cittadino comune – il produttore di lana Eise Eisinga – il modello è incastonato nel soffitto e nella parete sud dell'ex soggiorno/camera da letto del suo creatore. Alimentato da un unico orologio a pendolo, fornisce un'immagine realistica delle posizioni del Sole, della Luna, della Terra e di altri cinque pianeti (Mercurio, Venere, Marte, Giove e Saturno). I pianeti ruotano attorno al Sole in tempo reale e la distanza tra i pianeti è in scala. Il modello riempie l'intero soffitto della stanza, rendendolo uno dei primi predecessori dei planetari a soffitto e a proiezione del XX e XXI secolo. |

## Siti candidati
| Foto | Sito                               | Luogo   | Tipo                        | Anno       | Descrizione |
| ---- | ---------------------------------- | ------- | --------------------------- | ---------- | --- |
|      | Parco marino di Bonaire            | Bonaire | Naturale (5627; vii, ix)    | 17/08/2011 | Il parco marino di Bonaire comprende le acque intorno a Bonaire e Klein Bonaire fino a una profondità di 60 metri dal limite di alta marea. Il sito ricade interamente nelle acque territoriali e sotto l'autorità dell'esecutivo dell'isola di Bonaire. Klein Bonaire, la più grande isola disabitata dei Caraibi, fa parte del parco sottomarino protetto ed è circondata da abbondanti barriere coralline. Il parco marino è costituito da 2.700 ettari di barriera corallina, praterie di fanerogame e mangrovie ed è l'habitat di oltre 50 varietà di coralli rocciosi e oltre 350 specie di pesci di barriera. La flora e la fauna del parco sono in ottime condizioni: le sue barriere coralline sono le meno degradate dell'intero Mar dei Caraibi. Le tartarughe marine nidificano sulle spiagge di Bonaire e Klein Bonaire e si nutrono nella baia di Lac, che è in parte chiusa al mare da una barriera corallina. |
|      | Piantagioni in Curaçao occidentale | Curaçao | Culturale (5632; ii, iv, v) | 17/08/2011 | Le piantagioni nella parte occidentale di Curaçao sono un paesaggio culturale che trasmette un'immagine delle piantagioni di schiavi dei Caraibi risalenti al XVII e all'inizio del XX secolo. La candidatura si riferisce alle piantagioni Ascencion, San Juan, Savonet e Knip. Le piantagioni sono relativamente grandi e vanno da 500 a 700 ettari. Ciascuno comprende un palazzo con i propri terreni, vegetazione e resti di quartieri degli schiavi, edifici annessi, siti archeologici e monumenti. |